# Атто (герцог Сполето)
Атто (Ато, Аттон; лат. Atto; VII век) — герцог Сполето (653—663).

## Биография
Единственным повествующим о герцоге Атто нарративным источником является «История лангобардов» Павла Диакона.
О происхождении Атто сведений в средневековых источниках не сохранилось. Атто получил власть над Сполетским герцогством после смерти Теуделапия. Это событие датируется серединой VII века (возможно, 653 годом).
Какие-либо подробности о правлении Атто в сочинении Павла Диакона отсутствуют. Известно только о том, что преемником Атто король лангобардов Гримоальд поставил своего зятя, графа Капуи Тразимунда I. По свидетельству Павла Диакона, это произошло вскоре после похода короля в Беневентское герцогство в 663 году. В составленном же в Фарфском аббатстве списке правителей Сполетского герцогства ошибочно упоминается, что Атто правил всего год и пять месяцев. Возможно, причиной смены правителя в Сполетском герцогства была не смерть Атто. Предполагается, что Атто мог утратить свои владения из-за поддержки им врагов короля Гримоальда.